# 타라슈케비차
타라슈케비차(Taraškievica) 또는 벨라루스어 전통 철자법은 브라니슬라우 타라슈케비치가 1918년에 만들어 1933년의 언어개혁 이전에 벨라루스어의 표준이었던 철자법이다.

## 같이 보기
- 벨라루스어 위키백과 : 노르웨이어 위키백과처럼 철자법에 따라 다른 위키백과가 있다.
- 나르카마우카